# Acianthera bragae
Acianthera bragae é uma espécie de orquídea (Orchidaceae) originária do Brasil. Ocorre em Santa Catarina, Paraná, São Paulo, Rio de Janeiro, Minas Gerais, Espírito Santo e Rio Grande do Sul. É reptante e epífita e tem de dois a três metros de altura. Sua floração ocorre de outubro a janeiro e seus frutos foram registrados entre dezembro e março. Ferreira, Lima e Pansarin (2010) afirmam que pode ocorrer como rupícola ou epífita. Está presente no bioma da Mata Atlântica. Em 2005, foi citada como vulnerável na Lista de Espécies da Flora Ameaçadas do Espírito Santo, no sudeste do Brasil; e em 2014, como pouco preocupante na Lista Vermelha de Ameaça da Flora Brasileira do Centro Nacional de Conservação da Flora (CNCFlora). Também consta na Lista CITES de Plantas (família das Orquídeas [A-E]) - Apêndice II para a Região de Latino América e Caribe (LAC) en vigor desde 22 de junho de 2021.